# ワルツリクエストタイム
ワルツリクエストタイムとは西日本放送で放送されていたラジオ番組。1969年11月放送開始、1985年3月31日放送終了。

## 概要
スポンサーのレコード店『ワルツ』の売上チャートを元に洋盤と邦盤のベスト10を発表していた。冒頭は「こんばんは、午前0時の目覚し時計、ワルツリクエストタイムです。」で始まっていた。
テーマ曲は渡辺貞夫「ヌゥゴマ・パーティ」。
プレゼント企画が行われていたことがあり、プレゼント参加希望者はリクエストカードに「00」から「99」まで好みの2桁の数字を記入。番組中にコンピュータが出した数字と一致したカードの送り主に希望するLP盤が贈られていた。

## 出演者
- 初代 - 岡光男[5]
- 二代目 - 小笠原弘子
- 三代目 - 佐々木光子 （1980年当時[6]）
- 四代目 - 竹内晶子
- 五代目 - 倉岡真澄・岡光男

## 放送時間
- 日曜日 23:45 - 0:15 （1981年3月まで[7]）
- 日曜日深夜 0:00 - 0:30 （1981年4月から[7]）

## コーナー
- 目を覚ませ、Wake up コーナー
- お楽しみコンピュータ抽選[8]